# Rezende (youtuber)
Pedro Afonso Rezende Posso (Londrina, 24 de agosto de 1996), também conhecido como rezendeevil, é um youtuber, influenciador digital, empresário. Tem um dos maiores canais do YouTube, fundador da ADR (Agência de Marketing de Influência) e da Rezendog (Rede de Fast Food).

## Carreira
Pedro nasceu em Londrina no Paraná em 24 de agosto de 1996 onde mora até hoje. Em 2012 com apenas 16 anos, saiu do Brasil e se mudou para Itália para perseguir seu sonho. Foi contratado pelo time italiano profissional de futsal "Real Rieti" e passou a jogar como goleiro. 
Quando partiu para Itália, tinha acabado de criar seu canal no YouTube, cujo nome era "RezendeEvil", um trocadilho de seu sobrenome com o título do seu jogo preferido Resident Evil. Comprou um computador melhor para continuar produzindo vídeos de lá. Mesmo com os treinos e compromissos, permanecia criando conteúdo. Após sete meses decidiu voltar a sua cidade natal.

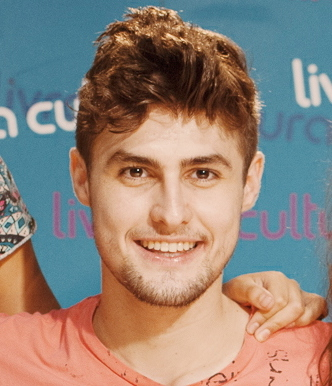
Rezendeevil em 2015 na sessão de autógrafos de Dois mundos, Um Herói.

Ao retornar ao Brasil, passou a atuar como youtuber profissional, publicando três vídeos por dia em seu canal, todos relacionados ao jogo Minecraft. Em pouco tempo, seu canal cresceu expressivamente, passando a receber milhões de visualizações em seus vídeos e tornando Pedro um dos maiores youtubers do país..
Ainda em 2014, aos seus 18 anos, diante do êxito dos vídeos publicados no YouTube, Pedro começou a tratar o seu canal como empresa, pois já não conseguia sozinho lidar com as questões que envolviam seu trabalho.
Em 2015, estreou como escritor com o lançamento do seu primeiro livro "Dois mundos, Um Herói" e criou o canal "Vosso Canal", voltado para o futebol, com pegadinhas e vídeos de humor, atualmente pertencente ao seu amigo Juninho Manela.
Em 2016, lançou seu segundo e terceiro livro "De Volta Ao Jogo" e "Jogada Final" os últimos da trilogia onde o Rezende real encontra o Rezende do mundo virtual. Tornou-se o youtuber com mais exemplares vendidos no Brasil . Atingiu o marco de primeiro brasileiro com 2 bilhões de visualizações no Youtube e seu canal foi considerado o maior na categoria de games.
Ainda em 2016, apresentou sua primeira peça teatral "Paraíso", espetáculo inspirado em série exibida em seu canal no YouTube que percorreu 26 estados e o Distrito Federal, fazendo mais de 60 apresentações e vendeu mais de 100 mil ingressos.
Em 2017, foi eleito pela revista britânica Forbes “Thirty Under Thirty “, aparecendo entre os trinta jovens mais influentes do mundo e voltou aos palcos com a peça "A Batalha dos Mundos" onde trouxe para a realidade, as aventuras que aconteciam no jogo.
Ainda em 2017, Rezende criou um canal exclusivamente para suas gameplays e jogos diários do Rezende, chamado de "Rezendeevil Minecraft", parando de fazer vídeos do jogo em seu canal principal, onde ele passou a fazer vlogs, desafios, tags e pegadinhas com seus amigos e familiares, visando atrair um novo público e diversificar os temas dos vídeos.

Agência ADR

Em 2018, protagonizou a série Z4 interpretando Luca Miller. No mesmo ano, lançou seu quarto livro e primeiro de cunho biográfico "Muito Prazer, RezendeEvil". Também em 2018, Rezende lançou o "Canal do Gabo", um canal de entretenimento infantil, com brincadeiras, experiências e teatrinhos. Embora ele seja o criador desse canal e já tenha aparecido em vários vídeos do canal, ele fez um mistério em que ninguém sabe quem é o personagem "Gabo". 
Neste mesmo ano, diante do êxito dos vídeos publicados no YouTube e das gravações realizadas em grupo, Pedro Rezende observou que muitos participantes, após certo período de envolvimento com as produções, conseguiam atrair público e alcançar expressivo número de visualizações e conquistar relevância no ambiente digital. Já detentor de experiência nesse segmento, em 2018 fundou sua própria Agência de Marketing de Influência, a ADR - Aliança do Rezende, que tem como sócio seu irmão João Rezende, que além da publicidade faz a gestão da imagem e planejamento de conteúdo dos youtubers e influenciadores digitais agenciados.
Em 2021 se tornou embaixador da Instituto Benfazer,que prioriza o atendimento humanizado para crianças com doenças graves.

Rezendog Londrina-PR

No fim de 2022, Pedro Rezende lança a primeira unidade de food service, a RezenDog, que vendeu 60 mil lanches em apenas três meses, em Maringá-PR. Entrou para o quadro societário do time da RED Canids, já que estava nos seus planos entrar no cenário competitivo dos esportes eletrônicos.
Em 2023, Pedro Rezende recebe o título de Cidadão Benemérito pela Câmara de Londrina, pois durante a pandemia, utilizou sua influência para promover a importância da responsabilidade individual e coletiva na proteção da saúde pública. No mesmo ano, inaugurou a segunda unidade da RezenDog, localizada em Rolândia (PR), e, posteriormente, expandiu a rede com a abertura de novas unidades nas cidades de Londrina (PR), Cambé (PR), Bandeirantes (PR) — no Resort Morro dos Anjos. Em 2024, Pedro Rezende criou o canal "Rezenhando", voltado à produção de conteúdo sobre futebol, combinando humor e entretenimento em seus vídeos.
Atualmente, Pedro Rezende concentra-se em sua atuação empresarial, embora continue produzindo conteúdo para seus três canais no YouTube: "Rezendeevil", "Canal 2' e "Rezenhando". Também administra a casa de gravação e a agência de marketing de influência ADR.  Paralelamente, atua como palestrante, com apresentações voltadas a temas como motivação, empreendedorismo e o impacto da internet na criação de conteúdo. 

## Vida pessoal
Ainda em 2018, Rezende começou a namorar a influencer Virgínia Fonseca, porém o relacionamento chegou ao fim em 2020. Ele também namorou a youtuber e cantora Lais Bianchessi, e o relacionamento durou menos de um ano. Em 2023, assumiu publicamente o namoro com a modelo Bruna Zaneti, com quem permanece até o presente momento.

## Filmografia

### Televisão
| Ano  | Título | Papel       | Notas       | Emissora                    |
| ---- | ------ | ----------- | ----------- | --------------------------- |
| 2018 | Z4     | Luca Muller |             | Disney Channel Brasil e SBT |
| 2018 | O11ZE  | Ele mesmo   | Temporada 2 | Disney XD                   |

### Dublagem
| Ano  | Título   | Papel         |
| ---- | -------- | ------------- |
| 2017 | Carros 3 | Brick Yardley |

### Internet
| Período    | Título                                  | Plataforma |
| ---------- | --------------------------------------- | ---------- |
| 2012-atual | rezendeevil                             | YouTube    |
| 2017-2020  | Canal do Rezendinho                     | YouTube    |
| 2017-2021  | Rezendeevil Minecraft/Diário do Rezende | YouTube    |
| 2018-2022  | Canal do Gabo                           | YouTube    |
| 2023-atual | Rezende 2                               | YouTube    |
| 2024-atual | Rezenhando                              | YouTube    |

## Livros
| Ano  | Título                                                          | Editora        |
| ---- | --------------------------------------------------------------- | -------------- |
| 2015 | Dois mundos, um herói: Uma aventura não oficial de Minecraft    | Suma de Letras |
| 2016 | De volta ao jogo: Uma aventura não oficial de Minecraft         | Suma de Letras |
| 2016 | Jogada Final                                                    | Suma de Letras |
| 2018 | Muito prazer, RezendeEvil: Minha vida antes e depois do Youtube | Suma de Letras |

## Teatro
| Ano  | Título                 | Papel     | Ref.   |
| ---- | ---------------------- | --------- | ------ |
| 2016 | Paraíso - O Espetáculo | Ele mesmo | [ 45 ] |
| 2019 | O Mundo do Rezende     | Ele mesmo |        |

## Premiações e indicações
| Ano  | Prêmios                 | Categoria                         | Resultado | Ref.   |
| ---- | ----------------------- | --------------------------------- | --------- | ------ |
| 2016 | Meus Prêmios Nick       | Gamer do Ano                      | Venceu    |        |
| 2017 | Prêmio Jovem Brasileiro | Melhor Youtuber                   | Indicado  | [ 46 ] |
| 2017 | Meus Prêmios Nick       | Gato Trendy                       | Venceu    |        |
| 2017 | Meus Prêmios Nick       | Gamer do Ano                      | Indicado  |        |
| 2017 | Meus Prêmios Nick       | Youtuber Masculino                | Indicado  | [ 47 ] |
| 2018 | Meus Prêmios Nick       | Canal do Youtube                  | Indicado  |        |
| 2018 | Kids Choice Awards      | Personalidade Brasileira Favorita | Venceu    | [ 48 ] |
| 2019 | Prêmio Jovem Brasileiro | Youtuber do Ano                   | Indicado  |        |
| 2019 | Prêmio Jovem Brasileiro | Canal de Youtube Favorito         | Indicado  |        |
| 2019 | Prêmio Jovem Brasileiro | Influencer de Games               | Indicado  |        |
| 2019 | Meus Prêmios Nick       | Canal de Youtube Favorito         | Indicado  | [ 49 ] |